# 厦门高粱酒

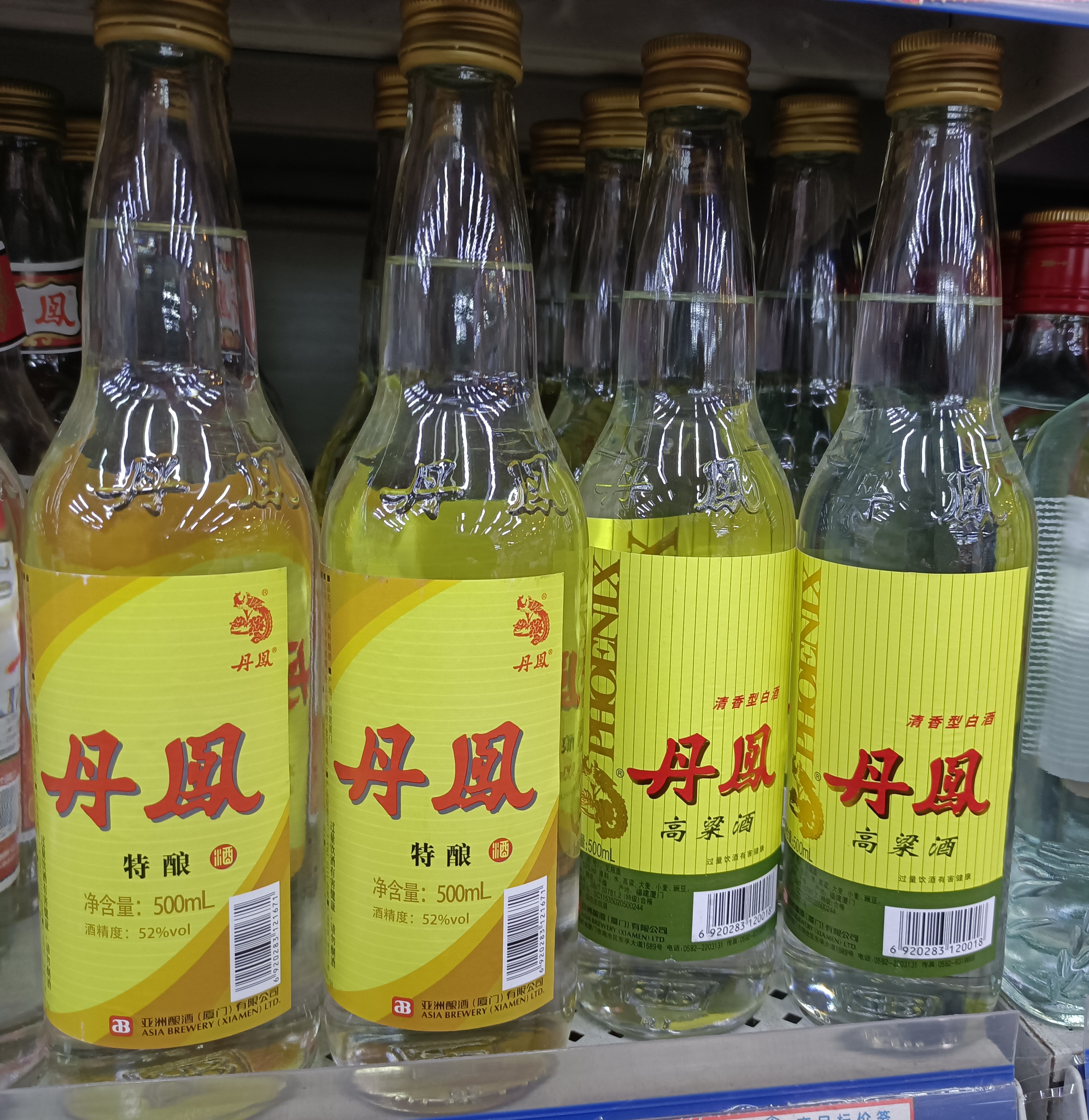
貨架上的丹鳳特釀和丹鳳高粱酒

厦门高粱酒是陈永栽旗下亚洲酿酒(厦门)有限公司酿制的大曲白酒，以丹凤牌为商标，其产品系列包括清香型白酒、浓香型白酒、和米香型白酒。

## 历史
厦门高粱酒最初并非大曲酒，而是小曲酒：原厦门晋源酒厂于1950年聘天津酿酒师来厂指导，以固态发酵法酿成清香型小曲酒，此为当今的丹凤高粱酒的前身。而1920年起，厦门当地其他酒坊用北方高粱和天然大曲酿制畅销的高粱酒。1956年中国政府将厦门当地数个药酒作坊、酒坊、和两个酒曲厂合并成立酿酒厂，清香型高粱酒陆续生产，但改用以大麦和豌豆制成大曲，而原料也改用当地的高粱，由此厦门高粱酒成为大曲清香型白酒。1998年2月成立亚洲酿酒（厦门）有限公司，丹凤牌厦门高粱酒此后又开发了浓香型和米香型，但米香型以半固态发酵法酿造。因地利之便，曾被走私至台湾，成为同为清香型白酒的金门高粱酒的替代品。它也与金门高粱酒共称为“龙凤呈祥兄弟酒”。